# FN Minimi
Az FN Minimi a világ egyik legelterjedtebb könnyű géppuskája, amelyet a belgiumi FN Herstal vállalat fejlesztett ki. Az 5,56×45 mm-es lőszert tüzelő könnyű géppuska tárból és hevederből is táplálható. Több mint 45 fegyveres erőnél áll szolgálatban. A Minimi legújabb Mk3-as verzióját 7,62×51 mm-es űrméretben is gyártják a nehezebb FN MAG alternatívájaként. Néhány módosítással, M249 néven az Amerikai Egyesült Államok hadereje, valamint a Magyar Honvédség különleges alakulatai is rendszeresítették.